# Thétis (Q134)
Pour les articles homonymes, voir Thétis.
La Thétis (Q134) était un sous-marin de la Marine nationale française de l'entre-deux-guerres, de la classe Circé (1925). Il a été construit au chantier Chantiers et ateliers de la Gironde à Bordeaux, une filiale de Schneider, entre 1923 et 1927, sur des plans Schneider-Laubeuf.